# Knesebeck Verlag
Der Knesebeck Verlag ist ein Buchverlag mit Sitz in München. Das  mittelständische Unternehmen beschäftigt rund 20 Mitarbeiter. Das Verlagsprogramm besteht überwiegend aus Bild- und Fotobänden, erzählenden Sachbüchern, illustrierten Büchern zu Lifestylethemen, Kochbüchern und Graphic Novels sowie Comics. Zudem bietet der Verlag auch eine Reihe von Kinder- und Jugendbüchern an.

## Geschichte
Das Unternehmen wurde 1987 als Knesebeck & Schuler Verlag von Rosemarie von dem Knesebeck (* 1947) und Wolfgang Schuler, der zuvor in leitender Funktion beim Max Hueber Verlag tätig war, gegründet. Zwei Jahre später trennten sich die Partner und das Unternehmen wurde in Knesebeck Verlag umbenannt.
In den 1990er-Jahren spezialisierte sich der Verlag auf Bild- und Fotobände. Seinen ersten Erfolg verzeichnete Knesebeck mit Isolde Ohlbaums Denn alle Lust will Ewigkeit. Seither ist der Verlag auch durch den Handel mit internationalen Fotorechten bekannt.
Im Jahr 2000 wurde die französische La Martinière Groupe Mehrheitsgesellschafterin des Verlags; von 2000 bis 2006 war Rosemarie von dem Knesebeck Vorsitzende des Bayerischen Landesverbandes im Börsenverein des Deutschen Buchhandels.
Zahlreiche Publikationen des Verlages wurden mit Preisen ausgezeichnet. So gewann der Titel Fit for Cooking  2008 den Gourmand World Cookbook Award. Im selben Jahr erhielt der Bildband Equus die Auszeichnung in Silber im Rahmen der Verleihung des Deutschen Fotobuchpreises. Die Welt der Berge von Dieter Braun wurde 2018 von der Stiftung Buchkunst als eines der schönsten deutschen Bücher in der Kategorie Kinder-/Jugendbuch ausgezeichnet; 2020 erhielt die Autorin Rieke Patwardhan den Deutschen Jugendliteraturpreis.
Seit 2011 ist die La Martinière Groupe alleinige Eigentümerin des Verlags. Rosemarie von dem Knesebeck leitete das Unternehmen zunächst weiterhin zusammen mit ihrem Ehemann Herneid von dem Knesebeck, der bereits 1991 in die Geschäftsleitung eingestiegen war. Zum Ende des Jahres 2011 gab sie die Führung ab an Antonia Bürger, zuvor Assistentin der Geschäftsführung der Bonnier-Holding. Seit 2018 gehört die La Martinière Groupe zum Medienkonzern Média-Participations.

## Autoren
Zu den bekanntesten Autoren und Fotografen des Verlags zählen unter anderem:
| - Karlheinz Deschner - Jan Grossarth - Erich Kuby - Gerhard Zwerenz - Chlodwig Poth - Rudolf Krämer-Badoni - Yann Arthus-Bertrand - Herlinde Koelbl - Gerhard Launer - Michael Martin - Ulla Lohmann - Ingo Arndt - Bernd Römmelt - Dieter Braun | - Jacques Perrin - Nick Brandt - Andrew Zuckerman - Reimer Wulf - Markus Mauthe - Hans Bernhard Graf von Schweinitz - Jürgen Tautz - Tim Flach - Jan Stremmel - Hilal Sezgin - Mathijs Deen - Michaela Vieser |